# راماچاندرا گوها
راماچاندرا گوها (انگلیسی: Ramachandra Guha؛ زادهٔ ۲۹ آوریل ۱۹۵۸) مورخ، طرفدار محیط زیست، نویسنده اهل هند است. از او به‌عنوان یک مرجع مهم در تاریخ هند مدرن یاد میشود. وی پژوهش‌های تاریخی در زمینه تاریخ اجتماعی، سیاسی، معاصر، محیطی و کریکت و حوزه اقتصاد انجام داده است.